# Kardinalpflicht
Der Begriff Kardinalpflicht stammt aus dem Zivilrecht, genauer dem Schuldrecht bzw. Vertragsrecht. Er wird in der Praxis vornehmlich in AGB-Klauseln und der Rechtsprechung dazu verwendet und zwar im Zusammenhang mit Regelungen zur Haftung bzw. Haftungsbeschränkungen. Die Rechtsprechung verwendet ihn auch im Gesellschaftsrecht bzw. Versicherungsrecht bezogen auf insolvenzrechtliche Fragen.
Der Bundesgerichtshof definiert eine Kardinalpflicht als eine Pflicht, „deren Erfüllung die ordnungsgemäße Durchführung des Vertrags überhaupt erst ermöglicht und auf deren Einhaltung der Vertragspartner regelmäßig vertrauen darf“.
Die Kardinalpflichten eines Vertrages sind insoweit die Haupt(leistungs)pflichten. Bezeichnet werden alle vertragstypisch wesentlichen Pflichten, die aufgrund des jeweiligen Einzelvertrages geschuldet werden und für die Erreichung des Vertragsziels „von eminenter Bedeutung“ sind. Kardinalpflichten können theoretisch auch Nebenpflichten eines Vertrags darstellen, sofern diese Nebenpflichten im Einzelfall derart wesentlich sind, dass „die Erreichung des Vertragszweckes gefährdet wird“, würden sie verletzt oder nicht erfüllt werden.
Die Haftung für die Verletzung von Kardinalpflichten kann und darf nach ständiger Rechtsprechung in Allgemeinen Geschäftsbedingungen (genauer: bei Anwendbarkeit des § 307 Abs. 2 Nr. 2 BGB) nicht vollständig ausgeschlossen werden. Dies gilt selbst dann, wenn die Verletzung der Kardinalpflicht nur leicht fahrlässig geschah. Üblich ist in der Praxis aber, bei leicht fahrlässiger Verletzung von Kardinalpflichten zumindest eine Deckelung der Haftung festzulegen und zwar in Relation zum „typischerweise entstehenden Schaden“ oder auf die „bei Vertragsschluss vorhersehbaren und vertragstypischen Schäden“. Die vorsätzliche oder grob fahrlässige Haftung kann allgemein in AGB ohnehin nicht wirksam ausgeschlossen werden.
Der Bundesgerichtshof hat zudem im Jahr 2005 entschieden, dass der Begriff Kardinalpflicht in AGB erläutert werden muss. Dies gilt sowohl bei Verwendung des Begriffs in AGB gegenüber Verbrauchern, als auch gegenüber Unternehmern im sog. B2B-Geschäftsverkehr. Anderenfalls – so der BGH – sei der Begriff nicht hinreichend klar verständlich und die entsprechende Klausel im Ergebnis unwirksam. Eine Erläuterung könne beispielsweise erfolgen, in dem die vom Bundesgerichtshof benutzte Definition verwendet werde (siehe oben).

## Kardinalpflichten bei der Geschäftsführung
In der D&O-Versicherung gilt in der Regel ein Deckungsausschluss bei wissentlicher Pflichtverletzung. Grundsätzlich muss der Versicherer nachweisen, dass eine Pflichtverletzung wissentlich war. Diese Beweislast kehrt sich um, wenn die geschäftsführende Person eine Kardinalpflicht verletzt hat. Sie muss dann nachweisen, dass die Verletzung dennoch nicht wissentlich geschah.
Solche Kardinalpflichten sind nach einem Urteil des Oberlandesgerichts Frankfurt am Main „elementare berufliche Pflichten, deren Kenntnis nach der Lebenserfahrung bei jedem Berufsangehörigen vorausgesetzt werden kann.“ Für eine geschäftsführende Person (Vorstand einer Aktiengesellschaft, Geschäftsführer einer GmbH oder sonstigen Gesellschaft, leitender Angestellter) sollen zu diesen Kardinalpflichten gehören:
- weder sich noch Dritten aus dem Unternehmensvermögen Vorteile zu gewähren, auf die kein Anspruch besteht,
- das Unternehmensvermögen nicht für unternehmensfremde Zwecke zu verwenden,
- bei Insolvenzreife rechtzeitig Insolvenzantrag zu stellen,
- sich jederzeit über die wirtschaftliche Lage der Gesellschaft zu vergewissern und eingehend zu prüfen, ob Insolvenzreife vorliegt: wer erkennt, dass die Gesellschaft zu einem bestimmten Stichtag nicht in der Lage ist, ihre fälligen und eingeforderten Verbindlichkeiten vollständig zu bedienen, hat die Zahlungsfähigkeit anhand einer Liquiditätsbilanz zu überprüfen.[7]